# Velyka Pysarivka (huyện)
Huyện Velyka Pysarivka (tiếng Ukraina: Великописарівський район, chuyển tự: Velyka Pysarivkas'kyi raion) là một huyện của tỉnh Sumy thuộc Ukraina. Huyện Velyka Pysarivka có diện tích 831 kilômét vuông, dân số theo điều tra dân số ngày 5 tháng 12 năm 2001 là 26997 người với mật độ 32 người/km2. Trung tâm huyện nằm ở Velyka Pysarivka.